# Xanthorhoe callirrhoda
Xanthorhoe callirrhoda là một loài bướm đêm trong họ Geometridae.